# Lepthoplosternum altamazonicum
Lepthoplosternum altamazonicum är en fiskart som beskrevs av Reis, 1997. Lepthoplosternum altamazonicum ingår i släktet Lepthoplosternum och familjen Callichthyidae. Inga underarter finns listade i Catalogue of Life.